# Arp 300
Arp 300 ist ein wechselwirkendes Galaxienpaar im Sternbild Großer Bär, das etwa 165 Millionen Lichtjahre von der Milchstraße entfernt ist. Halton Arp gliederte seinen Katalog ungewöhnlicher Galaxien nach rein morphologischen Kriterien in Gruppen. Dieses Galaxienpaar gehört zu der Klasse Unklassifizierte Doppelgalaxien.